# Thereus ismarus
Thereus ismarus is een vlinder uit de familie van de Lycaenidae. De wetenschappelijke naam van de soort werd als Papilio ismarus in 1777 gepubliceerd door Pieter Cramer.

## Synoniemen
- Papilio phalanthus Stoll, 1780
- Thecla mossi D'Abrera, 1995